# Regatele dacice
Acest articol explică cum au evoluat regatele dacice din Secolul al II-lea î.Hr. până în secolul II d.Hr.

## Antichitatea
Apariția proprietății private a determinat diferențierea socială după avere care a condus la stratificarea societății dacice și la apariția claselor sociale Tarabostes (Pileati) si Comati. Primii reprezentau aristocrația militară și sacerdotală, iar ceilalți producătorii liberi, marea masă a populației (agricultori, meșteșugari). Stratificarea socială a fost însoțită de apariția primelor triburi și uniuni de triburi, conduse de șefi militari, Regi. Principalele triburi daco-getice sunt.
- apulii în zona Alba Iulia;
- burii pe malurile Oltului;
- carpii în Moldova Centrală;
- costobocii în nordul Moldovei și în Maramureș;
- crobyzii și tryzii în Dobrogea.

Fiecare trib stăpânea un teritoriu cu o așezare mare, fortificată numită "dava", având rol de centru administrativ. Dovezile arheologice, precum și izvoarele narative, atestă existența unor puternice uniuni de triburi conduse de "basilei" (regi) pe întreaga durată istorică a Antichității. Astfel, in sec. al IV-lea î. Hr. este atestată uniunea de triburi condusă de "rex Histrianorum", care se opune sciților. Mai târziu, Alexandru Macedon înfrânge o uniune de triburi din nordul Dunării la 335 î. Hr. Între 300 î. Hr. și 292 î. Hr. se desfășoară confruntările dintre uniunea de triburi din centrul Munteniei condusă de Dromichaetes, cu reședința la Helis, și aceea condusă de Lisimach, care este luat prizonier. Tot în sec. III î. Hr. este menționată, intr-o inscripție de la Histria o uniune de triburi din sudul Moldovei condusă de Zalmodegikos. Între secolele III și II î. Hr., Histria este atacată de tracii sudici, conduși de Zoltes. O inscripție a cetății amintește pe Rhemaxos și pe fiul acestuia, conducători dobrogeni, care ajută cetatea. La începutul sec. II Î. Hr., în estul Transilvaniei, uniunea de triburi condusă de Oroles se luptă cu bastarnii, fiind succedată în mențiunile istorice de uniunea condusă de Rubobostes, pe același teritoriu.

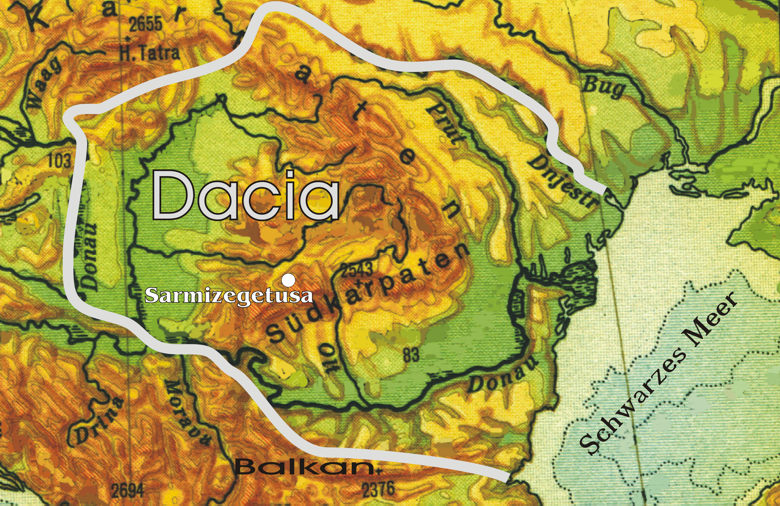
Dacia în timpul lui Burebista

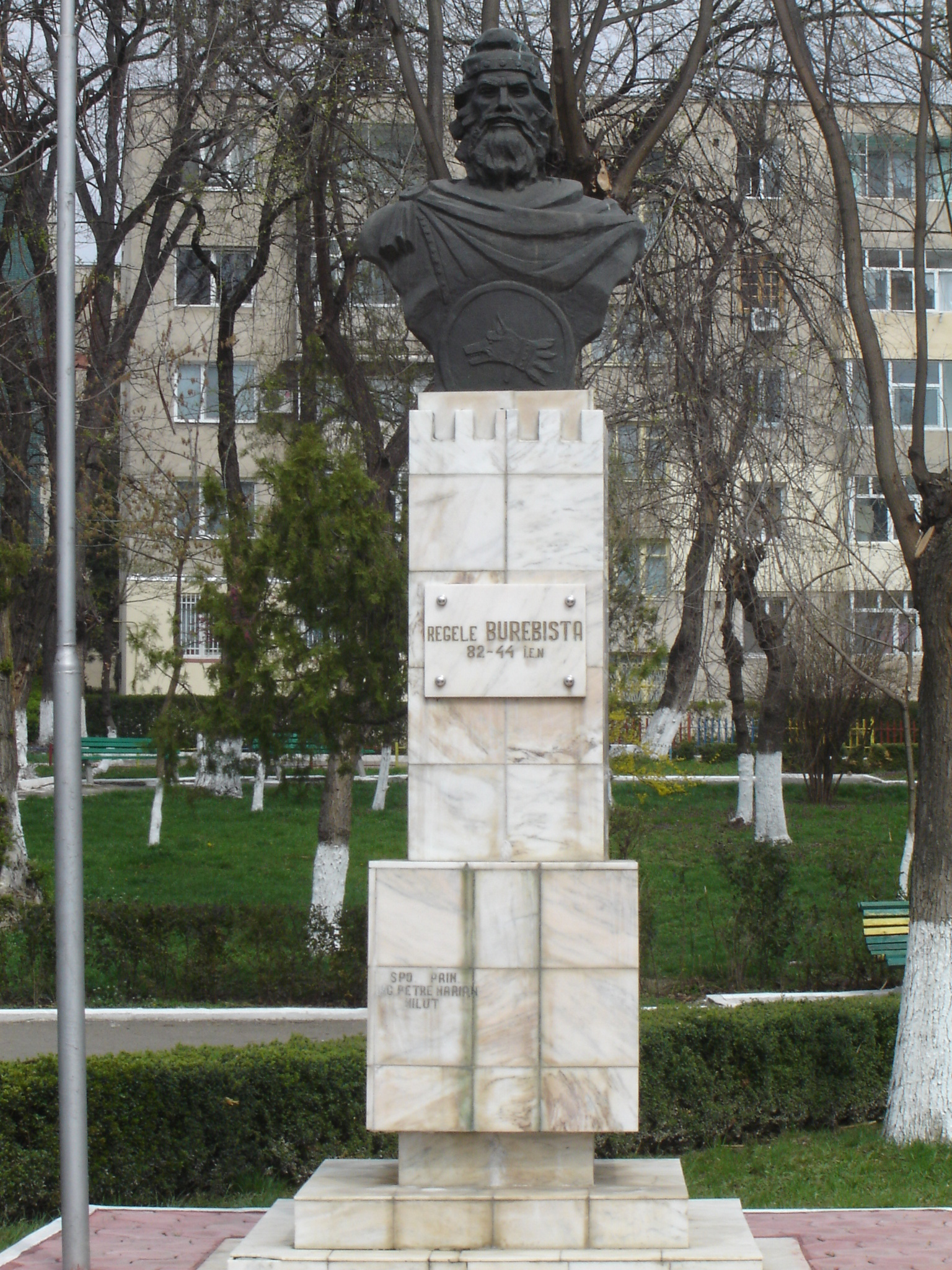
Statuia lui Burebista în Parcul Municipal din Călărași

## Regatul luiBurebista
Regatul lui Burebista este statul dac creat prin unirea triburilor geto-dace  și condus de Burebista între 82 î.Hr. și 44 î.Hr..

În sec. I î. Hr., societatea geto-dacă trece printr-un proces amplu de modernizare, care a condus la apariția statului dac centralizat, care era o monarhie militară. Primul rege dac a fost Burebista (82-44 î. Hr.). El a unit triburile geto-dace, prin diplomație și lupte, cu ajutorul lui Deceneu (preot) și a creat un stat puternic, cu centrul la Sarmizegetusa Regia, în Munții Orăștie. Sub Burebista, statul dac a atins cea mai mare întindere, limitele sale situându-se, potrivit lui Strabon, la N, în Carpații Păduroși, la V, la Dunărea Mijlocie și actuala Slovacie, la S în Munții Haemus (Balcani) iar la E la gurile Bugului și la Marea Neagră. În anul 48 î. Hr. întreprinde o campanie la sudul Dunării, în Pen. Balcanică. Asigurându-și granițele, Burebista s-a implicat în războiul civil dintre Caesar și Pompei, ajutându-l pe Pompei. Caesar, învingător, a organizat o expediție de pedepsire a lui Burebista, care însă a fost întreruptă prin moartea lui Caesar în 44 î. Hr., urmată la scurt timp de moartea lui Burebista. 

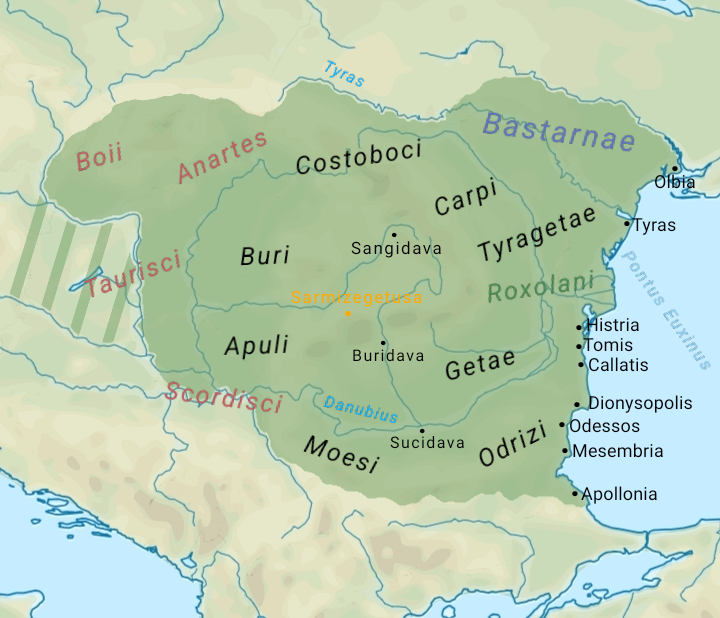
Dacia la cea mai mare extindere teritorială

## Urmașii luiBurebista
Odată cu moartea lui Burebista, statul dac, slab centralizat, s-a dezmembrat rapid în patru, apoi cinci, organizări politice. În inima statului lui Burebista, în zona Munților Orăștie, Deceneu, mare preot în timpul lui Burebista, a preluat puterea. El a fost succedat de Comosicus, de Scorilo, si apoi de Diurpaneus. Acesta a făcut o incursiune în provincia Moesia în iarna 85-86 d. Hr., împotriva romanilor, care îl înfrâng. 

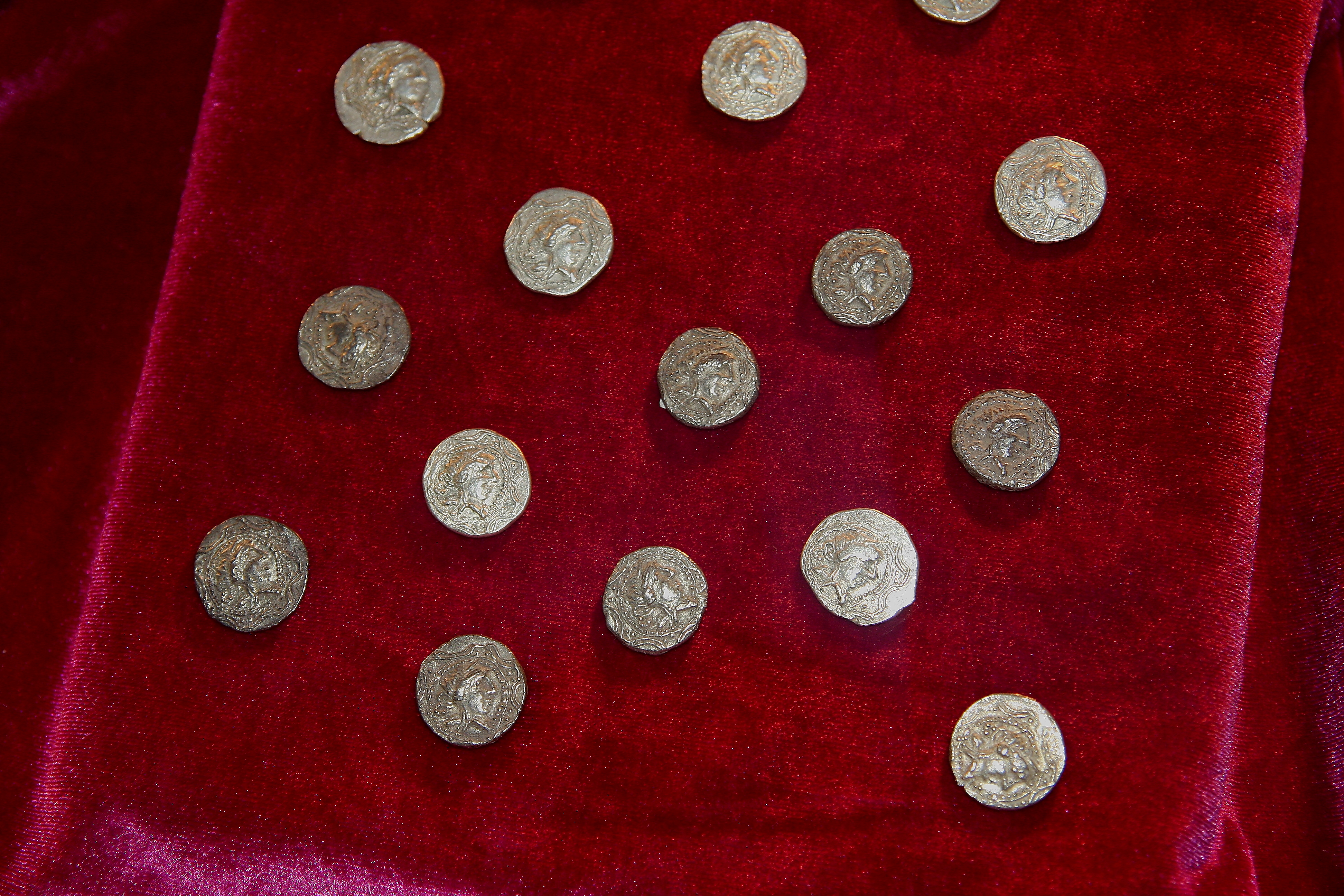
Monede dacice de tip Koson

În celelalte provincii, sunt atestați Coson, rege în nordul Munteniei, amestecat în războiul civil roman din perioada lui Octavian Augustus; Cotiso, rege în Banat, care face incursiuni la sudul Dunării; Dicomes, rege în centrul și sudul Moldovei, care susține pe Marc Antoniu în lupta de la Actium; și Roles, rege în Dobrogea, care se aliază cu romanii împotriva lui Dapix și Zyraxes, în iarna 28-29 d. Hr.

## Regatul luiDecebal
În acest context vine la putere Decebal (87-106 d. Hr.).

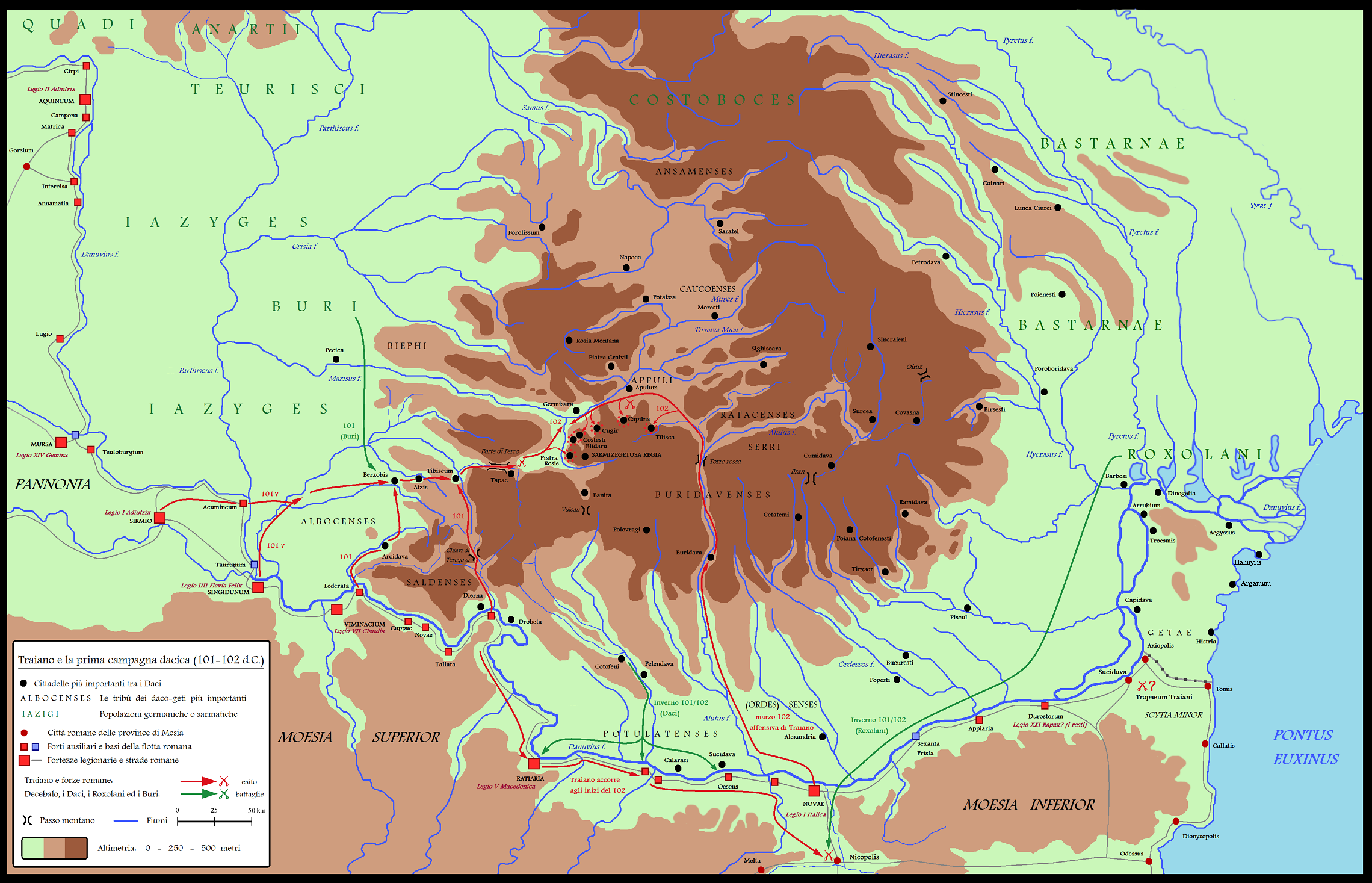
Campania romană din 101-102 contra regatului lui Decebal sau Diurpaneus

Regatul lui Decebal este statul dac condus între 87 - 106 de Decebal care, deși nu avea întinderea regatului creat de Burebista, unifica marea majoritate a triburilor dacice.
Acesta reface unitatea statului dac, pe un teritoriu mai mic decât statul lui Burebista, însă mai centralizat și mai puternic. Încă din 87, trebuie să respingă atacurile romanilor, mai întâi la Turnu Roșu, unde înfrânge o armată romană condusă de Cornelius Fuscus, la Tapae. În 88, o armată romană sub Tettius Iulianus atacă din nou prin Banat, Decebal încheind o pace cu Domițian în 89, care îl transforma în client al Romei. Confruntarea decisivă a avut loc în 101-102 când armata romană, condusă de împăratul Traian, după ample pregătiri, a atacat Dacia, Decebal fiind silit să încheie o pace zdrobitoare. De aici și până la înfrângerea din 105-106 mai era doar un pas, facilitat de construirea podului peste Dunăre de la Drobeta de către Apolodor din Damasc
Statul dac fiind ocupat, triburile dacice de la nord (Dacii liberi) au rămas cu o organizare gentilică, aliindu-se uneori cu carpii pentru a prăda în provincia romană Dacia.